# Вогмеры
Вогмеры, или рыбы-ленты, или трахиптеры (лат. Trachipterus), — род лучепёрых рыб из семейства вогмеровых. Представители рода распространены в восточной части Атлантического океана, в западной части Индийского океана и в Тихом океане. Максимальная длина тела представителей разных видов варьирует от 1,43 до 3 м.

## Описание
Тело длинное, сильно сжато с боков, лентообразное. В передней части тело относительно высокое и постепенно сужается к хвостовому стеблю, однако нет резкого утончения тела на уровне анального отверстия. Глаза большие. Рот сильно выдвижной. Чешуя отсутствует. Кожа покрыта костными бугорками. Боковая линия с костными пластинками, на каждой из которых имеется колючка; в хвостовой части тела прямая. Длинный спинной плавник начинается на голове и тянется до хвостового стебля, в нём не менее 160 мягких лучей. Окраска тела равномерная, серебристая, по бокам тела разбросаны точки в форме горошин или несколько крупных тёмных пятен.

## Биология
Редкие мезопелагические рыбы. Питаются пелагическими ракообразными, мелкими рыбами и кальмарами. Икринки пелагические, крупные, красного цвета. Молодь часто встречается в поверхностных слоях воды; длинные передние лучи спинного плавника и лучи брюшных плавников тянутся за ними, как щупальца медуз.

## Классификация
В составе рода выделяют 6 видов:
- Trachipterus altivelis Kner, 1859 — Лососевый король
- Trachipterus arcticus (Brünnich, 1771) — Северный вогмер, или северная рыба-лента
- Trachipterus fukuzakii Fitch, 1964
- Trachipterus ishikawae Jordan & Snyder, 1901 — Рыба-лента Ишикавы
- Trachipterus jacksonensis (Ramsay, 1881) — Австралийская рыба-лента
- Trachipterus trachypterus (Gmelin, 1789) — Обыкновенный трахиптер